# Jaime Martín
Jaime Martín, född 1 september 1965 i Santander, är en spansk dirigent och flöjtist. Han har sedan 2013 varit konstnärlig rådgivare och chefsdirigent för Gävle symfoniorkester.
Martín började sina musikstudier på flöjt vid 8 års ålder och blev medlem i den spanska nationella ungdomsorkestern som trettonåring.  Han studerade för Antonio Arias i Madrid och senare Paul Verhey i Haag och inledde karriären som flöjtist.  Han var förste flöjtist i  London Philharmonic Orchestra,  under tre år och uppnådde samma post även i Academy of St Martin in the Fields och Royal Philharmonic Orchestra.  Vidare medverkade han regelbundet i Europas kammarorkester. 1991 gjorde han sin solistdebut i Carnegie Hall med Nielsens flöjtkonsert och har spelat in kammarmusik med Gaudier-ensemblen, Brindisikvartetten, Pinchas Zukerman och andra. Han hör till grundarna av symfoniorkestern i Cadaqués där han redan 2011 hade titeln chefsdirigent. Från 1998 var han flöjtlärare vid Royal College of Music, London.
I juli 2012 blev Martín konstnärlig rådgivare för Gävle symfoniorkester, vilket ledde in hans intressen och yrkesbana alltmer på dirigering. Ett år senare, den 1 juli 2013, utsågs han till orkesterns chefsdirigent. Kontraktet var på fyra år men förlängdes i september 2015 till 2020.  Med Gävle Symfoniorkester har han gjort uppmärksammade inspelningar av bland annat Brahms Serenader och Schicksalslied (tillsammans med Eric Ericsons kammarkör) på märket Ondine.  Första gången Jaime Martín dirigerade irländska RTÉ National Symphony Orchestra var i september 2016 och efter ytterligare tre gästframträdanden meddelade orkestern att de utsett honom till sin nästa chefsdirigent under tre år från säsongen 2019–2020.. Efter ett gästframträdande i september 2017 utsågs Martin dessutom till huvuddirigent för Los Angeles Chamber Orchestra under samma tidsperiod. 
Martin och hans familj, som inkluderar två söner, har sin fasta bostad i London. .